# チョコレートパン
チョコレートパン略してチョコパンは、チョコレートを使用した菓子パンの一種。

## 概要
日本では一般的にチョコレートクリームを使用したものを指すが、生地に練り込んだものなど多種多様である。
チョコレートクリームはカスタードクリームにチョコレートやココアを加えて作る。
海外ではパン・オ・ショコラのようにバトンチョコレートやチョコチップを入れたものが多く、日本のものと大きく異なる。

## 主なチョコレートパン
- パンにクリームを充填したもの
  - チョココロネ
- パンにクリームを挟んだもの
  - チョコサンド・チョコクリームサンド
- パンの内部にクリームがあるもの
  - チョコクリームパン
- 生地にチョコチップを練り込んだもの
  - チョコチップパン
- 食パンにクリームを塗ったもの
  - チョコトースト
- パンにチョコレートをかけたもの
- 生地にチョコレートを練り込んだもの
  - チョコデニッシュ・チョコクロワッサン・チョコ蒸しパン・チョコレートツイスト